# Gerald Donald
Gerald Donald es un productor de detroit techno y electro. Es conocido sobre todo por su trabajo en el grupo Drexciya junto a James Stinson. Se trata de un autor prolífico, que desarrolla su trabajo a través de una miríada de proyectos en los que el anonimato y la identidad velada son un denominador común. Entre esos grupos se encuentran los siguientes:
- Arpanet
- Glass Domain
- Heinrich Mueller
- Intellitronic
- Japanese Telecom
- Abstract Thought
- Der Zyklus
- Dopplereffekt
- Drexciya
- Elecktroids
- Ectomorph
- Flexitone
- Black Replica
- Zwischenwelt
- L.A.M. (Life After Mutation)

Como Heinrich Mueller, Donald ha publicado remixes y aparece como productor en múltiples proyectos en Internet, como por ejemplo "zerkalo", "zwischenwelt y "black replica".